# ماونتین کریک (آلاباما)
ماونتین کریک (به انگلیسی: Mountain Creek) یک منطقهٔ مسکونی در ایالات متحده آمریکا است که در آلاباما واقع شده‌است. ماونتین کریک ۱۶۰٫۹۴ متر بالاتر از سطح دریا واقع شده‌است.